# Callum Scotson
Callum Scotson (Gawler, 10 de agosto de 1996) es un deportista australiano que compite en ciclismo en las modalidades de pista, especialista en las pruebas de persecución por equipos y madison, y ruta. Su hermano Miles también es un ciclista profesional.
Participó en los Juegos Olímpicos de Río de Janeiro 2016, obteniendo la medalla de plata en la prueba de persecución por equipos (junto con Alexander Edmondson, Jack Bobridge, Michael Hepburn y Sam Welsford).
Ganó cuatro medallas en el Campeonato Mundial de Ciclismo en Pista, entre los años 2016 y 2018.

## Medallero internacional
| Juegos Olímpicos   | Juegos Olímpicos         | Juegos Olímpicos  | Juegos Olímpicos        |
| Año                | Lugar                    | Medalla           | Competición             |
| ------------------ | ------------------------ | ----------------- | ----------------------- |
| 2016               | Río de Janeiro (Brasil)  | Medalla de plata  | Persecución por equipos |
| Campeonato Mundial |                          |                   |                         |
| Año                | Lugar                    | Medalla           | Competición             |
| 2016               | Londres (Reino Unido)    | Medalla de oro    | Persecución por equipos |
| 2017               | Hong Kong (China)        | Medalla de plata  | Madison                 |
| 2018               | Apeldoorn (Países Bajos) | Medalla de bronce | Scratch                 |
| 2018               | Apeldoorn (Países Bajos) | Medalla de bronce | Madison                 |

1. ↑  Compitió en la ronda de clasificación.

## Palmarés
2018
- Campeonato de Australia Contrarreloj sub-23

## Resultados en Grandes Vueltas
| Carrera | Carrera         | 2018 | 2019 | 2020 | 2021 | 2022 | 2023 | 2024 | 2025 |
| ------- | --------------- | ---- | ---- | ---- | ---- | ---- | ---- | ---- | ---- |
|         | Giro de Italia  | —    | —    | —    | 83.º | 80.º | Ab.  | —    | —    |
|         | Tour de Francia | —    | —    | —    | —    | —    | —    | —    | 33.º |
|         | Vuelta a España | —    | —    | 88.º | —    | Ab.  | Ab.  | Ab.  | —    |

| —: No participó | Ab: Abandono |